# Kamp Waterloo
Kamp Waterloo (officieel Kamp Lisiduna) was een werkkamp aan de Doornseweg in Leusden voor de Nederlandse Arbeidsdienst en in de Tweede Wereldoorlog een opvangkamp (Polizeiliches Durchgangslager) van de Duitse bezetter. Het werd in een verbindingsbevel van april 1940 genoemd voor C-III-15 RA. Het maakt deel uit van landgoed Den Treek-Henschoten. Aan de andere kant van de Doornseweg is de Leusderheide, een militair oefenterrein.

## Tweede Wereldoorlog
Officieel was dit Kamp Lisiduna, naar de plaats Leusden, maar in de volksmond is Waterloo blijven hangen, naar het gehucht waarbij dit kamp in de buurt lag.
In de beginperiode was de Nederlandse Arbeidsdienst nog vrijwillig. Jonge mannen werden door de bezetter te werk gesteld op plaatsen zoals Kamp Waterloo te Amersfoort, waarbij naast arbeid er een enigszins militair regime heerste.
Vanaf 1942 bestond de grootste groep onvrijwillige arbeiders uit opgepakte onderduikers. Dit waren meestal jongens en mannen die aan de Arbeitseinsatz hadden willen ontkomen en nu hier werden ingezet voor tewerkstelling.
Op 24 januari 1944 is vanuit Amersfoort het Oostkorps 20 opgericht, korpscommandant was hoofdarbeidsleider J. Th. Kuiper, die met zijn staf tijdelijk in kamp Waterloo zat. Officieel waren er zes afdelingen met de nummers 201-206. Twintig mannen werden naar Bialystok gestuurd, maar gezien de Russische opmars keerden zij vrij snel terug.
Na D-Day werd er niet meer aan de Atlantikwall gewerkt, maar gingen de Duitsers over tot het bouwen van andere verdedigingswerken. De arbeiders van Kamp Waterloo moesten gaan werken aan de Grebbelinie. Ook werden er Russische arbeiders ingezet in de Pantherstellung van de Grebbelinie om te verhinderen dat de geallieerden de aanvoerroute van de V3 raketten konden stoppen.

## Gevangenen
- Piet van den Hoek (ontsnapt)
- Tijs Peele (ontsnapte samen met Piet van den Hoek)
- Maarten van der Kruk (1926) uit Ter Heijde en twee oudere broers, Arie en Johannes. Een van zijn broers ontsnapte. Ze werden met 700 anderen in 1944 opgepakt in 's-Gravenzande, gingen eerst naar Kamp Amersfoort, de broers werden doorgestuurd naar Waterloo.[bron?]
- Gerrit Riezebos v.a. 7 juni 1944,[1] later overgebracht naar Mühlberg, waar hij na enkele weken overleed.

## Na de oorlog
Op 8 maart 1945 werden op de schietbaan van Kamp Amersfoort 49 gevangenen geëxecuteerd en begraven. Nadat in 1945 het graf werd blootgelegd werd er een monument onthuld. De Stenen Man, gemaakt door beeldhouwer Frits Sieger, heet officieel 'Gevangene voor het vuurpeloton' en stelt een gevangene voor die voor het vuurpeloton staat. Op de sokkel staan vijf duiven die de vijf oorlogsjaren symboliseren.
Na de oorlog werd Kamp Waterloo in gebruik genomen door de Koninklijke Landmacht als selectiecentrum (SCKL). Hier werden potentieel geschikte dienstplichtigen, voordat zij in werkelijke dienst kwamen, getest op geschiktheid voor de officiersopleiding of de onderofficiersopleiding. Hier werden ook de selecties gedaan voor de opleiding tot beroepsonderofficier aan de Koninklijke Militaire School in Weert.